# Park Bulvar
El Park Bulvar es un centro comercial de varios pisos ubicado en el Bulevar de Bakú, en el centro de Bakú, la capital de Azerbaiyán. 
El centro comercial se encuentra a 5 minutos de distancia a pie de la estación de metro de Bakú, de Sahil  y la sede del gobierno de Bakú. El edificio cuenta con todos los atributos arquitectónicos del arte oriental y moderno de Occidente. Consta de seis plantas, incluyendo dos plantas subterráneas. El área general del centro comercial es de 17.000 metros cuadrados. También cuenta con un estacionamiento para 550 automóviles. El centro comercial fue construido por Bakú Plaza Ltd a un costo de 41.500.000 dólares en 7.500 metros cuadrados de terreno.